# Poloplast
Die Poloplast GmbH & Co KG (Eigenschreibweise: POLOPLAST) ist ein Kunststoffrohrhersteller mit Sitz in Leonding.

## Geschichte
Gegründet im Jahr 1954 von den Gebrüdern Anger in Linz, wurde das Unternehmen ein Jahr später zu je 50 % durch die Durit Werke Kern & Co aus Klagenfurt sowie dem Unternehmen Hatschek aus Vöcklabruck übernommen und firmiert seitdem unter Poloplast. 1997 wurde die Poloplast eine 100-%-Tochter der Wietersdorfer Gruppe.

## Unternehmen
Der Schwerpunkt der Unternehmensaktivitäten liegt im Bereich der Rohrsysteme. Der Geschäftszweig Hochbau steht für moderne Gebäudetechnik mit Themen wie energieeffizientes Bauen und Wohnkomfort. Der Siedlungswasserbau sowie die Spezialanwendung Brückenentwässerung sind Schwerpunkte im Geschäftszweig Tiefbau.
Neben der Unternehmenszentrale in Leonding (Oberösterreich) unterhält POLOPLAST mehrere europäische Vertriebsgesellschaften.

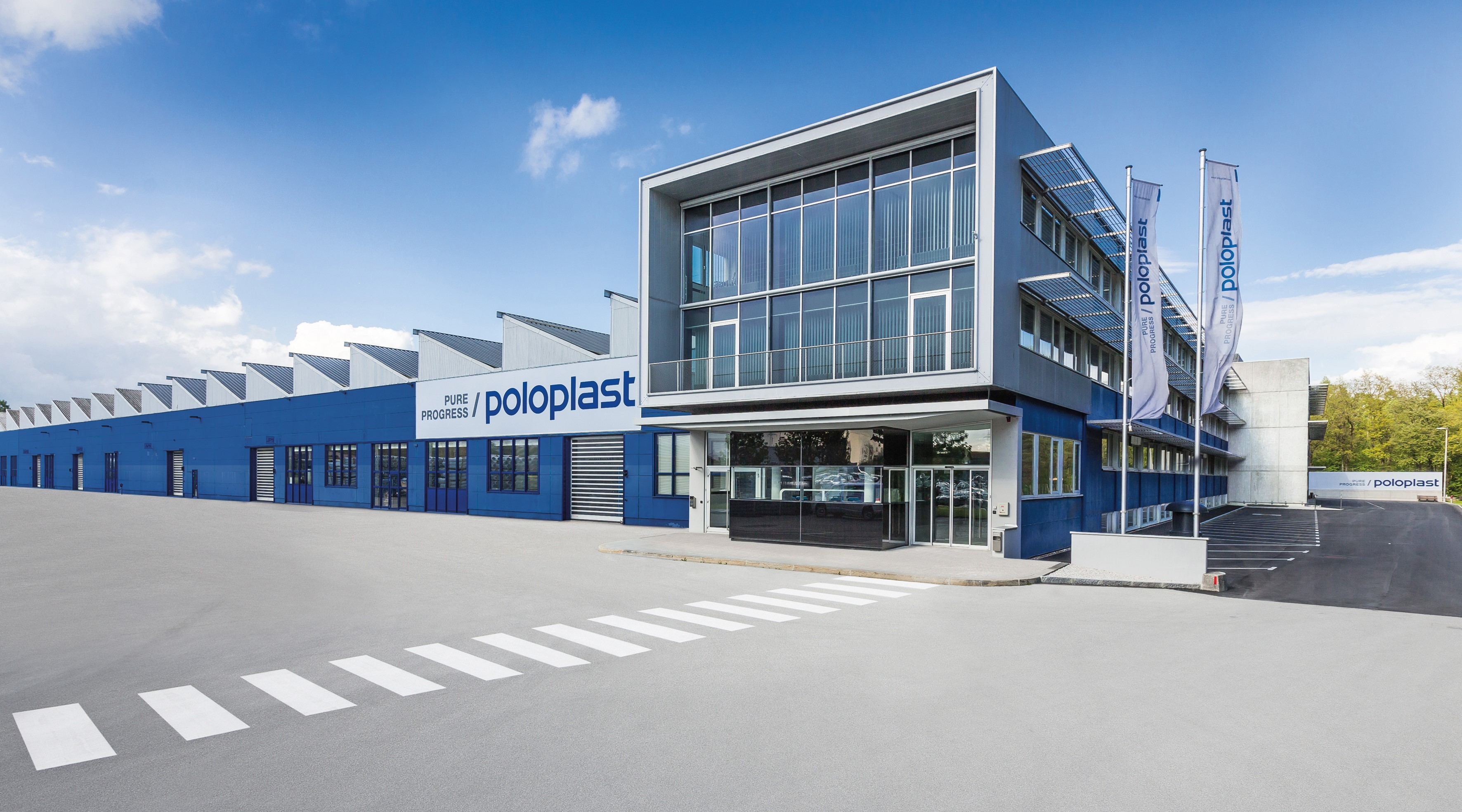
Werk Leonding

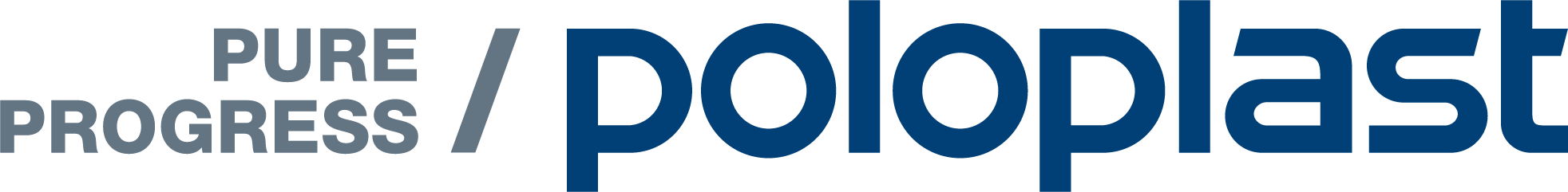
POLOPLAST-Logo

Das Logo von Poloplast stammt aus der Feder des oberösterreichischen Designers, Grafikers, Karikaturisten und Malers Gerhard Balder.